# Golden (álbum de Kylie Minogue)
Golden es el decimocuarto álbum de estudio de la cantante australiana Kylie Minogue. Fue lanzado el 6 de abril de 2018 por BMG Rights Management. Una gran parte del disco se grabado en Nashville, Tennessee, donde encontró una nueva inspiración con su música, y también grabó algo de material en Londres y Los Ángeles, California. El álbum fue coproducido por Minogue junto con una variedad de productores que incluyen Ash Howes, Richard Stannard, Sky Adams, Alex Smith y Mark Taylor, entre otros. Cada canción fue coescrita por Minogue, por lo que es su primer álbum para hacerlo desde Impossible Princess (1997).
Musicalmente, Golden es un disco pop que está muy influenciado por la country y la música dance. Descrita por Minogue como uno de sus esfuerzos más personales, las letras incluyen una amplia gama de temas, incluyendo las relaciones fallidas, la muerte, el baile y la diversión. Tras su lanzamiento, Golden recibió en general críticas positivas de críticos de música, la mayoría de los cuales elogió la honestidad y personalidad de Minogue a través de sus habilidades para escribir canciones, así como su capacidad de atracción. Sin embargo, los críticos se dividieron por la composición y su experimentación con la música country. Comercialmente, el álbum entró en el Top 20 en varios mercados, incluidos Australia, Bélgica, Alemania, Irlanda, Nueva Zelanda, Suiza y el Reino Unido; se convirtió en el primer álbum de la cantante en llegar al número uno tanto en su Australia natal como en el Reino Unido, el primero desde Fever en 2001.
Golden ha generado cuatro sencillos y una grabación promocional. "Dancing" fue lanzado el 19 de enero de 2018 a un éxito crítico, algunos de los cuales se destacan como uno de los mejores sencillos de Minogue hasta la fecha. Comercialmente, logró un éxito moderado en varias naciones. "Stop Me from Falling" sirvió como el segundo sencillo el 9 de marzo de 2018, y ha logrado un impacto menor en las listas de éxitos en todo el mundo. Hasta el momento su álbum golden ha vendido 902000 copias.Para promocional el álbum, Minogue hizo apariciones en varios programas de televisión, incluyendo Saturday Night Takeaway, The Graham Norton Show y Sport Relief. Además, condujo su mini-gira Kylie Presents: Golden en recintos de tamaño pequeño, y planeará comenzar su gira internacional Golden Tour en septiembre de 2018. "Golden" fue lanzado como el tercer sencillo del disco a modo de regalo para los fanes el día de su 50 cumpleaños, el videoclip fue grabado en La Habana a la vez que el del sencillo anterior. "A Lifetime To Repair" fue lanzado como cuarto sencillo el 16 de agosto de 2018 acompañado de un lyric video en el canal oficial de Youtube.

## Antecedentes y desarrollo
En 2016, Minogue lanzó su último álbum de estudio con el sello discográfico de larga duración Parlophone, titulado Kylie Christmas: Snow Queen Edition, que fue un nuevo empaque del álbum de estudio original del cantante del año anterior. Entre 2014 y 2017, Minogue continuó utilizándose como artista destacada para las obras de Giorgio Moroder y Fernando Garibay, y finalmente expandió su trabajo con el cine y la televisión. En febrero de 2017, Minogue firmó un nuevo contrato discográfico con BMG Rights Management que lanzará su próximo álbum internacionalmente. En diciembre de 2017, Minogue y BMG llegaron a un acuerdo conjunto con Mushroom Music Labels, bajo la etiqueta de la división Liberator Music para lanzar su nuevo álbum en Australia y Nueva Zelanda.
A lo largo de ese año, Minogue trabajó con escritores y productores para su decimocuarto álbum de estudio, incluyendo Amy Wadge, Sky Adams, DJ Fresh, Nathan Chapman, y se asoció con los colaboradores anteriores Richard Stannard, The Invisible Men y Karen Poole. La producción temprana comenzó en Londres y Los Ángeles, y finalmente terminó con su grabación de la mayoría del contenido del álbum en Nashville, Tennessee. Comentó sobre el proceso y la inspiración en estos lugares en octubre de 2017, afirmando que trabajó mucho en el álbum antes, pero Nashville tuvo un profundo efecto en ella. Además, Minogue coescribió todas las canciones en Golden, la primera vez que lo hace desde Impossible Princess (1997).

## Lanzamiento y promoción

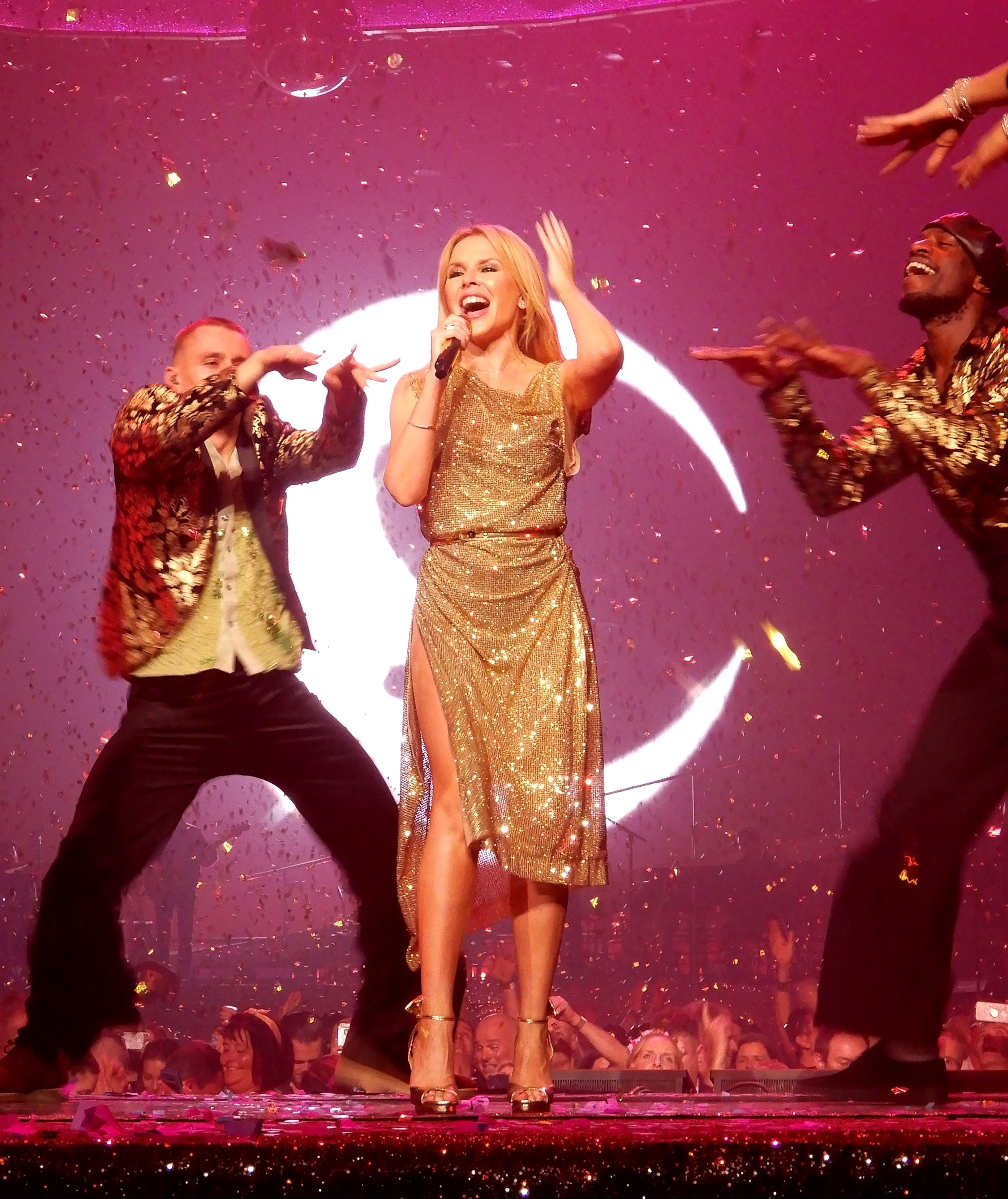
Kylie Minogue en Golden Tour.K

Golden fue lanzado el 6 de abril de 2018 en formatos físicos y digitales, y sirvió como el primer álbum de Minogue con BMG. El álbum se distribuye en vallrios formatos, incluyendo un digipak estándar y una edición de lujo que presenta las canciones adicionales "Lost Without You", "Every Little Part of Me", "Rollin'" y "Low Blow", un gran libro de mesa de café de 32 páginas que incluye el vinilo y el CD, y una cinta de casete. En el sitio web de Minogue, el álbum se colocó en varios paquetes que incluían diversos contenidos, incluyendo camisetas, copias en vinilo del sencillo "Dancing" e imágenes promocionales del cantante. Se emitió un vinilo transparente a través de mercados seleccionados en el Reino Unido, limitado a 4 000 copias. Además, 4 000 capas de casete estuvieron disponibles a través del sitio web del cantante; después de que se agotaron, Minogue imprimió y firmó personalmente 1 000 copias adicionales.

## Sencillos
Dancing" fue lanzado como el sencillo principal del álbum el 19 de enero de 2018. Sirve como el primer sencillo de Minogue con BMG Management, con la premiering de audio oficial en su canal de YouTube esa misma fecha. Recibió la aclamación crítica de los críticos musicales por su música y producción, y muchos de ellos lo destacaron como uno de sus mejores sencillos. Comercialmente, la canción se desempeñó moderadamente en las listas, donde alcanzó el número 46 en Australia y el número 38 en el Reino Unido, y entró en listas en Bélgica, Francia, Hungría, Nueva Zelanda y España. "Dancing" es el sencillo número 51 de Minogue para llegar al Top 40 en el Reino Unido.
"Stop Me from Falling" fue lanzado como el segundo sencillo el 9 de marzo de 2018. Un video en vivo, grabado en su gira promocional Kylie Presents Golden, fue lanzado en su canal de YouTube el 29 de marzo. Logró comentarios positivos de críticos de música por su producción y ganchos. El sencillo se registró en el Reino Unido en el número 78 y alcanzó el Top 50 en categorías digitales en Australia, Francia y Japón. Un día después, el 30 de marzo, se lanzó "Raining Glitter" como el primer sencillo promocional del álbum, y debutó en el número 188 en la lista francesa de singles digitales.
"Golden" fue lanzado como el tercer sencillo del álbum el 28 de mayo de 2018 coincidiendo con el 50 cumpleaños de Kylie. Se lanzó a modo de "regalo" para los fanes siendo acompañado de un videoclip que se rodó en Cuba en un día de descanso de las grabaciones del video del sencillo anterior. En el video se puede ver a la artista en la playa, en la habitación de un hotel y por las calles de La Habana, unos de los planos muestran a Minogue sin maquillaje. El sencillo fue enviado a las radios italianas y de UK.
"A Lifetime To Repair" fue lanzado como cuarto sencillo del álbum el 16 de agosto de 2018 en su "radio edit" con pequeños cambios en la estructura de la canción. Ese mismo día se estrenó en el canal oficial de Kylie el lyric video de la canción.

## Rendimiento comercial
Golden debutó en el número uno en el Reino Unido el 13 de abril y vendió más de 48 000 unidades, de las cuales 1 870 de esas unidades se tomaron de transmisiones equivalentes de ventas según lo informado por Music Week. Se convirtió en el sexto álbum de Minogue en alcanzar el número uno en el UK Albums Chart y el primero desde Aphrodite en 2010. El álbum también debutó en el número uno en el UK Vinyl Albums Chart. Con 6 400 discos vendidos, Golden se convirtió en el álbum de vinilo de más rápido venta en 2018 en el Reino Unido. Además, Golden también se convirtió en el casete de ventas más rápidas del año y en su primera semana de lanzamiento ya se vendió más que la cinta de álbumes de artista más vendida en 2017. Antes del lanzamiento del álbum, Adam Sherwin de i News notó que las 4 000 copias del álbum los casetes Golden de edición limitada ya se habían agotado en los pedidos de prelanzamiento, y las ventas de casetes de la primera semana de Minogue en el Reino Unido ascendieron a 2 600 copias, según Official Charts Company.
En su Australia natal, Golden debutó en el número uno en ARIA Albums Chart, con más de 8 700 ventas, convirtiéndose en su quinto álbum de estudio en debutar en la cima de la lista. Posteriormente, se abrió sobre la lista de álbumes de artistas australianos y la lista de álbumes digitales del country. En Nueva Zelanda, se convirtió en el quinto álbum del cantante en llegar al top 20 con un pico en el número 16 en su tabla regional. En Japón, Golden abrió en el número 14 en la lista diaria de álbumes de Oricon y, para el 16 de abril de 2018, terminó en el número 64 en su tabla semanal con ventas físicas de más de 1 000 unidades. Además, se abrió en el número 10 en su lista de álbumes occidental, y el número 18 en su lista de álbumes digitales con 586 unidades digitales en la primera semana. En los Estados Unidos, el álbum debutó en el número 64 en Billboard 200, la novena aparición de la cantante y su primer lanzamiento independiente reconocido en el país. Se abrió con 10 000 unidades equivalentes de álbum, de las cuales 8 000 copias estaban en ventas de álbumes tradicionales. También alcanzó el número 33 en la lista de álbumes de Canadá, proporcionada por Billboard.
En Italia, el álbum se abrió en el número 14 en la lista italiana de álbumes, convirtiéndose en el cuarto álbum de Minogue en llegar a los primeros 20 en Italia. En Francia, Golden abrió en el número 33 en su lista de álbumes nacionales. El álbum debutó en el número 14 y el número seis en su tabla de álbumes físicos y digitales, acumulando 2 800 ventas totales en su primera semana; esto fue considerado una gota en contraste con su álbum de 2014 Kiss Me Once, que cambió 6.400 copias. En Bélgica, debutó en el número cuatro y el número 12 en su lista de álbumes individuales de Flandes y Valonia. En los países escandinavos, Golden abrió en el número 38 en la lista sueca de álbumes y el número 47 en la lista finlandesa de álbumes. En Alemania, se abrió en el número tres en su lista de álbumes, por lo que es su segundo álbum más alto junto a Aphrodite, y justo debajo del álbum de 2001 Fever. En los Países Bajos, el disco debutó en el número 18 en la lista general de álbumes, y entró en la lista de vinilos en el número seis.

## Lista de canciones
| N.º | Título                                             | Escritor(es)                                                                   | Productor(es)                 | Duración |  |
| 1.  | «Dancing»                                          | Kylie Minogue, Nathan Chapman, Steve McEwan                                    | Sky Adams                     | 2:58     |  |
| 2.  | «Stop Me from Falling»                             | Minogue, Adams, McEwan, Danny Shah                                             | Adams                         | 3:01     |  |
| 3.  | «Golden»                                           | Minogue, Lindsay Rimes, Liz Rose, McEwan                                       | Rimes                         | 3:07     |  |
| 4.  | «A Lifetime to Repair»                             | Minogue, Adams, Shah                                                           | Adams                         | 3:19     |  |
| 5.  | «Sincerely Yours»                                  | Minogue, Jesse Frasure, Amy Wadge                                              | Frasure                       | 3:28     |  |
| 6.  | «One Last Kiss»                                    | Minogue, Ash Howes, Richard Stannard                                           | Howes, Stannard               | 3:41     |  |
| 7.  | «Live a Little»                                    | Minogue, Adams, Shah                                                           | Adams                         | 3:07     |  |
| 8.  | «Shelby '68»                                       | Minogue, Howes, Stannard                                                       | Howes, Stannard               | 3:35     |  |
| 9.  | «Radio On»                                         | Minogue, Wadge, Jon Green                                                      | Green                         | 3:42     |  |
| 10. | «Love»                                             | Minogue, Cutfather, Daniel Davidsen, Peter Wallevik, Wayne Hector, Autumn Rowe | Adams                         | 2:51     |  |
| 11. | «Raining Glitter»                                  | Minogue, Alex Smith, Mark Taylor, Eg White                                     | Minogue, Smith, Taylor, White | 3:33     |  |
| 12. | «Music's Too Sad without You» (con Jack Savoretti) | Minogue, Savoretti, Samuel Dixon                                               | Dixon                         | 4:09     |  |

## Posicionamiento en listas
| Lista (2018)                        | Mejor posición |
| ----------------------------------- | -------------- |
| Australia (ARIA Charts)             | 1              |
| Alemania (Media Control Charts)     | 3              |
| Bélgica (Ultratop Flandres)         | 4              |
| Bélgica (Ultratop Valonia)          | 12             |
| Dinamarca (Hitlisten)               | 17             |
| España (PROMUSICAE)                 | 8              |
| Finlandia (Suomen virallinen lista) | 47             |
| Irlanda (IRMA)                      | 2              |
| Italia (FIMI)                       | 14             |
| Japón (Oricon)                      | 64             |
| Nueva Zelanda (RMNZ)                | 10             |
| Países Bajos (MegaCharts)           | 18             |
| Suecia (Sverigetopplistan)          | 38             |
| Reino Unido (OCC)                   | 1              |